# Herserange
Herserange település Franciaországban, Meurthe-et-Moselle megyében. Lakosainak száma 4176 fő (2022. január 1.). Herserange Haucourt-Moulaine, Hussigny-Godbrange, Longlaville, Longwy, Mexy és Saulnes községekkel határos.

## Népesség
A település népességének változása:
| Lakosok száma | 7044 | 4918 | 4240 | 4347 | 4361 | 4361 | 4390 | 4409 | 4330 | 4176 |
|               | 1968 | 1982 | 1990 | 2006 | 2013 | 2015 | 2017 | 2019 | 2020 | 2022 |